# Tratturo Barletta-Grumo
Il tratturo Barletta-Grumo è tra i tratturi riportati nella Carta dei tratturi, tratturelli, bracci e riposi del Commissariato per la reintegra dei tratturi di Foggia. Successivamente non è stato reintegrato.

## Geografia
Il percorso del tratturo, lungo 61,902 km, si snoda in Puglia tra le province di Barletta-Andria-Trani e Bari.

## Percorso
I territori comunali attraversati dal tratturo sono:
- Puglia
  - Provincia di Barletta-Andria-Trani
    - Barletta, Andria

  - Provincia di Bari
    - Corato, Ruvo di Puglia, Bitonto, Toritto, Grumo Appula